# タンココ・バトゥアングス自然保護区
タンココ・バトゥアングス自然保護区（タンココ・バトゥアングスしぜんほごく、インドネシア語: Cagar Alam Gunung Tangkoko Batuangus）とは、インドネシア・スラウェシ島にある自然保護区である。

## 地理
面積は、約87km2で保護区内には、タンココ山（1109m）、ヌサドゥアサンダラ山（1361m）、とバトゥ・アングス山（450m）の三つの山がある。
北スラウェシ州の州都であるマナドから車で約２時間のところにある。

## 動植物
低地熱帯雨林の中で最も一般的な木は、アカテツ科グッタペルカノキ属、ウルシ科、イランイランである。
この自然保護区には、少なくとも127種類の哺乳類、233種類の鳥類、104種類の爬虫類や両生類が棲息しており保護されている。
多くの絶滅危惧種が棲息している。2020年に周辺のロコン山、ブナケン島一帯と共にユネスコの生物圏保護区に指定された。

## 保全状況
生息地の破壊や狩猟によって個体数が減少した。とくに、1978年から1993年の間でマカク属のクロザルの個体数が75％も減少した。